# Guerre stellari: L'Impero colpisce ancora (romanzo)
Guerre stellari: L'Impero colpisce ancora  (Classic Star Wars: The Empire Strikes Back) è un romanzo per ragazzi di fantascienza del 1985 scritto da Larry Weinberg, basato sulla sceneggiatura del film L'Impero colpisce ancora del 1980 su soggetto di George Lucas.
In italiano è stato edito dalla Sperling & Kupfer nella collana Junior. È da considerarsi facente parte dell'Universo espanso.

## Trama
Durante una ricognizione fuori dalla nuova base ribelle su Hoth, Luke Skywalker viene attaccato da un wampa, un pericoloso animale delle nevi, riesce a fuggire ma sorpreso dal freddo sviene, non prima di vedere lo spirito del suo defunto maestro Obi-Wan Kenobi che gli dice di andare sul pianeta Dagobah per farsi addestrare dal vecchio leader dell'Ordine Jedi Yoda. La base viene attaccata dalle forze imperiali comandate da Dart Fener, Leila Organa e il droide D-3BO non riescono a salire su alcun trasporto in fuga dall'attacco e scappano con Ian Solo e Chewbecca a bordo del Millennium Falcon. Braccati dalle forze imperiali, Ian e compagni tentano di sfuggire alla loro flotta mentre Luke ed C1-P8, anziché recarsi al punto d'incontro, fanno rotta a bordo di un X-Wing verso Dagobah, pianeta sul quale Luke viene istruito dall'anziano Yoda, inizialmente dubbioso sul fatto di istruirlo perché troppo vecchio e avventato, ma alla fine viene convinto da Obi-Wan.
Intanto, Leila e Ian braccati da uno Star Destroyer con a bordo il malvagio Signore dei Sith, sul quale ha un dialogo con l'ologramma del suo maestro, il famigerato Imperatore Palpatine, a proposito di Luke; si dirigono verso Città delle nuvole, grosso centro industriale volante del pianeta Bespin amministrato da Lando Calrissian, amico di vecchia data di Ian. Essi però ignorano di essere spiati dal cacciatore di taglie Boba Fett e subito dopo il loro arrivo, Lando li consegna a Fener che ha deciso di utilizzarli come esca per tendere una trappola a Luke. Lando cerca di spiegare a Ian e Leila di essere stato costretto a tradirli per evitare che l'Impero occupasse la sua città. Fener ha intenzione di tenere Luke in ibernazione nella carbonite non appena catturato e sceglie Ian per fare una prova che il processo funzioni e non crei danni permanenti. Solo viene così ibernato in una lastra di carbonite, non prima di sapere che la principessa è innamorata di lui. Fener lo affida a Boba Fett, che vuole portarlo da Jabba de' Hutt per riscuoterne la taglia. Intanto, Lando aiuta Leila e gli altri a scappare con il Falcon.
Nel frattempo Luke arriva a Città delle nuvole e cade nella trappola tesagli da Fener. Luke e il signore oscuro ingaggiano un duello con le spade laser, che li porta sul condotto d'aria centrale della Città delle nuvole. Fener ha il sopravvento e con un colpo di spada taglia di netto la mano destra di Luke, disarmandolo e mettendolo alle corde. Il Sith allora tenta Luke, offrendogli di governare la galassia insieme a lui e rivelandogli di essere suo padre. Inorridito e incredulo, Luke si lancia giù nel condotto d'aria fino a raggiungere un sistema di tubi che lo espelle all'esterno, fortunatamente, sotto la pancia della Città delle nuvole ci sono delle antenne e Luke riesce ad aggrapparsi a una di queste. Lancia un disperato appello telepatico che viene sentito da Leila, la quale fa tornare indietro il Millennium Falcon a raccoglierlo. Luke sale a bordo di una fregata medica ribelle dove gli viene impiantata una mano artificiale. Lando e Chewbecca partono alla volta del pianeta Tatooine per trovare il palazzo di Jabba the Hutt dove viene tenuto Ian.